# Antonín Reichenauer
Antonín Reichenauer, rovněž chybně nazýván Jan Antonín Reichenauer, známý také pod pseudonymy Verichnare a Enverechari (pokřtěn 26. března 1696 – 17. března 1730 Jindřichův Hradec) byl český hudební skladatel období baroka.

## Život
Antonín Reichenauer se narodil pravděpodobně v Bílině, kde byl 26. března 1696 pokřtěn jako František Antonín. Od roku 1721 je doložen jeho pobyt v Praze. Snad byl ředitelem kůru v kostele svaté Máří Magdaleny při dominikánském klášteře na Malé Straně (dnešní České muzeum hudby). Působil ve službách hraběte Václava z Morzinu, pro kterého pravidelně komponoval a působil v jeho kapele v Morzinském paláci v Praze na Malé Straně. Podle některých zdrojů pracoval také pro hraběte Františka Josefa Černína, což se ovšem dosud nepodařilo věrohodně doložit. Na samém sklonku života se stal farním varhaníkem v Jindřichově Hradci, necelý měsíc po nástupu do funkce však zemřel. Jeho poslední syn Václav Hypolit se zde narodil až po jeho smrti.

## Dílo

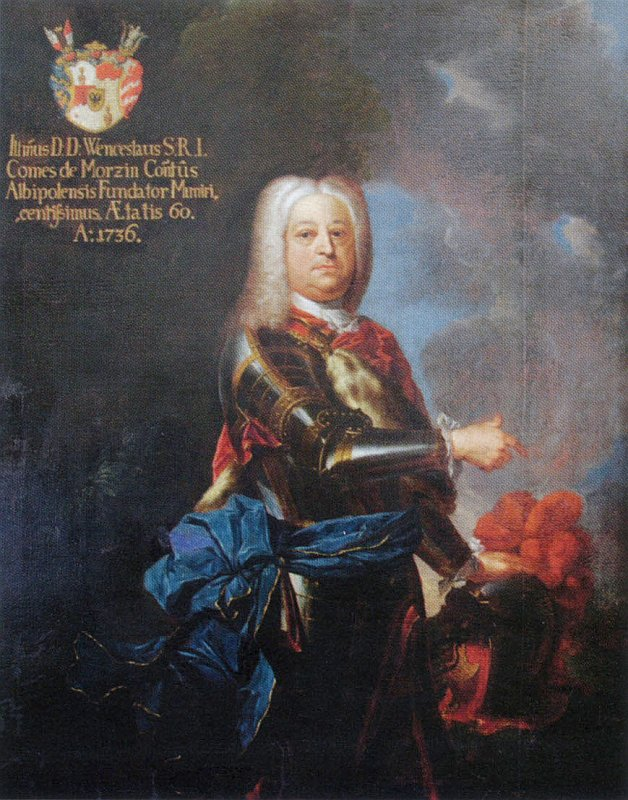
Václav hrabě z Morzinu (Reichenauerův zaměstnavatel) na malbě Jana Petra Molitora z roku 1736 (uloženo v Krkonošském muzeum ve Vrchlabí)

V minulosti byl znám jako plodný autor chrámové hudby. Jeho hudební myšlení je silně ovlivněno neapolskou školou, vynikají melodikou a pečlivým propracováním kontrapunktu. Nálezy na chrámových kůrech a v archivech dokazují, že jeho díla byla oblíbena nejen v Praze, ale i mimo ni (Roudnice, Mělník, Žďár, Osek) a také v zahraničí (Drážďany, Vratislav). Jen v oseckém klášteře je v inventáři v letech 1720 až 1733 evidováno přes 40 skladeb. Často jsou podepsány jen příjmením nebo anagramem Verichnare. Je prvním českým autorem pastorálních mší.
V posledních letech překvapil hudební vědce i koncertní publikum objev četných instrumentálních koncertů. Dochovala se řada koncertů pro hoboj, fagot, violoncello, stejně jako orchestrální ouvertury a triové sonáty. Svým stylem jsou velmi blízké koncertům Antonia Vivaldiho. S jeho skladbami byl Reichenauer důvěrně obeznámen, neboť Vivaldi byl Morzinův Maestro di Musica a pro hraběte zkomponoval celou řadu skladeb, včetně sbírky skladeb Il cimento dell'armonia e dell'inventione, obsahující slavný cyklus houslových koncertů Čtvero ročních dob.

## Diskografie
- Rorate coeli. Advent and Christmas in Baroque Prague, Collegium Marianum, Jana Semerádová, Prague 2009, Supraphon SU 4002-2 (Music from Eighteenth-Century Prague / Hudba Prahy 18. století).
- Antonín Reichenauer: Concertos. Sergio Azzolini – fagot, Xenia Löffler – hoboj, Lenka Torgersen – housle, Collegium 1704, Václav Luks, Praha 2010, Supraphon SU 4035-2 (Music from Eighteenth-Century Prague / Hudba Prahy 18. století).
- Antonín Reichenauer: Concertos II. Luise Haugk – hoboj, Jana Chytilová – housle, Marek Špelina – flétna, Marek Štryncl – violoncello, Musica Florea, Praha 2011, Supraphon SU 4056-2 (Music from Eighteenth-Century Prague / Hudba Prahy 18. století).